# Jerusalem Kings
I Jerusalem Kings sono stati una squadra di football americano di Gerusalemme, in Israele; la squadra è stata fondata nel 2008 e ha chiuso nel 2015.

## Dettaglio stagioni

### Tornei nazionali

#### Campionato

##### IFL
| Stagione | regular season | regular season | regular season | regular season | regular season | regular season | playoff | playoff | playoff | playoff | playoff | playoff    | playoff               |
|          | Vin            | Par            | Per            | Tot            | PF             | PS             | Vin     | Per     | Tot     | PF      | PS      | risultato  | avversaria            |
| -------- | -------------- | -------------- | -------------- | -------------- | -------------- | -------------- | ------- | ------- | ------- | ------- | ------- | ---------- | --------------------- |
| 2008-09  | 1              | 0              | 7              | 8              | ?              | ?              | 0       | 1       | 1       | 22      | 38      | Semifinale | Modi'in Pioneers      |
| 2009-10  | 6              | 0              | 4              | 10             | 388            | 364            | 0       | 1       | 1       | 6       | 50      | Semifinale | Jerusalem Lions       |
| 2010-11  | 1              | 0              | 9              | 10             | 199            | 406            | -       | -       | -       | -       | -       | -          | -                     |
| 2011-12  | 4              | 0              | 6              | 10             | 293            | 377            | 0       | 1       | 1       | 6       | 34      | Wild Card  | Tel Aviv Pioneers     |
| 2012-13  | 5              | 0              | 5              | 10             | 414            | 353            | 1       | 1       | 2       | 46      | 96      | Semifinale | Tel Aviv-Jaffa Sabres |
| 2013-14  | 5              | 0              | 5              | 10             | 392            | 285            | -       | -       | -       | -       | -       | -          | -                     |
| 2014-15  | 0              | 0              | 9              | 9              | 172            | 476            | -       | -       | -       | -       | -       | -          | -                     |
| Totale   | 22             | 0              | 45             | 67             | 1858+?         | 2261+?         | 1       | 4       | 5       | 80      | 218     |            |                       |

Fonti: Enciclopedia del Football- A cura di Massimo Mezzetti;

### Riepilogo fasi finali disputate
| Anno          | Luogo       | Evento                 | Fase del torneo | Incontro                                | Risultato |
| 2009          |             | Israel Football League | Semifinale      | Modi'in Pioneers - Jerusalem Kings      | 38 - 22   |
| 19 marzo 2010 | Gerusalemme | Israel Football League | Semifinale      | Jerusalem Kings - Jerusalem Lions       | 6 - 50    |
| 16 marzo 2012 |             | Israel Football League | Semifinale      | Tel Aviv Pioneers - Jerusalem Kings     | 34 - 6    |
| 16 marzo 2013 |             | Israel Football League | Semifinale      | Tel Aviv-Jaffa Sabres - Jerusalem Kings | 60 - 6    |